# 박중엽
박중엽(朴重燁, 1989년 5월 3일 ~ )은 전 KBO 리그 SK와이번스의 외야수로 활약했으며, 현 완도군BC(U-13)의 감독이다.

## 야구선수 은퇴 후

### 화순중학교(모교) 메인코치
2012년 모교인 화순중학교 메인코치로 영입.

### 강진북초등학교 감독
2014년 최연소 감독으로 선임.

### 해남군리틀야구단 감독
2016년 해남군리틀야구단 감독 선임.

### 2020 한국리틀야구 올스타전 감독
2020년 한국리틀야구 올스타전 백호팀 과 청룡팀 가운데 백호팀 감독으로 발탁. MBC+ TV 라이브생중계(12:8 백호팀 승)

### 해남군BC(U-13) 감독
2021년 전남 해남군BC(U-13) 야구단 감독 취임.

### 완도군BC(U-13) 감독
2024년 전남 완도군BC(U-13) 야구단 감독 취임.

## 출신 학교
- 화순초등학교

- 화순중학교

- 화순고등학교

- 송원대학교

## 감독 성적
| 연도 | 대회명                             | 결과   |
| ---- | ---------------------------------- | ------ |
| 2015 | U-12 전국유소년야구대회            | 우승   |
| 2017 | 전라남도 학생 야구대회             | 우승   |
| 2017 | U-10 전국리틀야구대회              | 우승   |
| 2018 | 강진청자배 초등학교 야구대회       | 우승   |
| 2018 | 익산시장기 전국리틀야구대회        | 우승   |
| 2019 | 완도 장보고배 전남 야구대회        | 우승   |
| 2020 | U-12 전국유소년야구대회            | 준우승 |
| 2022 | 제52회 회장기 전국초등학교야구대회 | 3위    |
| 2023 | 무안황토골 전국유소년야구대회      | 우승   |

## SK와이번스 선수 시절
| SK와이번스 한국시리즈 우승     | SK와이번스 한국시리즈 우승 |
| ------------------------------ | -------------------------- |
| SK와이번스_박중엽.1            |                            |
| 대구시민야구장 SK - 삼성 3연전 | 김성근감독과 박중엽선수    |
| 박중엽5                        | 박중엽3                    |

## 강진북초등학교 감독 시절
|  |

## 해남군BC(U-13)
| 제52회 회장기 전국초등학교야구대회 3위 |
| -------------------------------------- |
|                                        |